# Discografia de Kumi Koda
A seguir, a discografia da cantora japonesa Kumi Koda:

## Álbuns

### Álbuns de estúdio
| Álbum            | Detalhes | Melhores posições | Melhores posições | Melhores posições | Vendas      | Certificações      |
| Álbum            | Detalhes | JAP               | TWN               | TWN East Asian    | Vendas      | Certificações      |
| ---------------- | --- | ----------------- | ----------------- | ----------------- | ----------- | ------------------ |
| Affection        | - Lançamento: 27 de março de 2002 - Gravadora: Rhythm Zone - Formatos: CD, download digital                                      | 12                | —                 | —                 | - 105,360   | - RIAJ: Ouro       |
| Grow into One    | - Lançamento: 19 de março de 2003 - Gravadora: Rhythm Zone - Formatos: CD, download digital                                      | 8                 | —                 | —                 | - 201,033   | - RIAJ: Ouro       |
| Feel My Mind     | - Lançamento: 2 de fevereiro de 2004 - Gravadora: Rhythm Zone - Formatos: CD, download digital                                   | 7                 | —                 | —                 | - 153,746   | - RIAJ: Ouro       |
| Secret           | - Lançamento: 9 de fevereiro de 2005 - Gravadora: Rhythm Zone - Formatos: CD, CD/DVD, download digital                           | 3                 | —                 | —                 | - 600,201   | - RIAJ: 2× Platina |
| Black Cherry     | - Lançamento: 20 de dezembro de 2006 - Gravadora: Rhythm Zone - Formatos: CD, CD/DVD, CD/2DVD, download digital                  | 1                 | 10                | 1                 | - 1,031,000 | - RIAJ: Milhão     |
| Kingdom          | - Lançamento: 30 de janeiro de 2008 - Gravadora: Rhythm Zone - Formatos: CD, CD/DVD, CD/2DVD, download digital                   | 1                 | 3                 | 1                 | - 750,000   | - RIAJ: 3× Platina |
| Trick            | - Lançamento: 28 de janeiro de 2009 - Gravadora: Rhythm Zone - Formatos: CD, CD/DVD, CD/2DVD, download digital                   | 1                 | 7                 | 1                 | - 391,000   | - RIAJ: 2× Platina |
| Universe         | - Lançamento: 3 de fevereiro de 2010 - Gravadora: Rhythm Zone - Formatos: 2CD, 2CD/DVD, download digital                         | 1                 | 18                | 4                 | - 372,000   | - RIAJ: Platina    |
| Dejavu           | - Lançamento: 2 de março de 2011 - Gravadora: Rhythm Zone - Formatos: CD, CD/DVD, CD/2DVD, download digital                      | 1                 | 16                | 3                 | - 211,000   | - RIAJ: Platina    |
| Japonesque       | - Lançamento: 25 de janeiro de 2012 - Gravadora: Rhythm Zone - Formatos: CD, CD/DVD, CD/2DVD, download digital                   | 1                 | 15                | 1                 | - 151,343   | - RIAJ: Ouro       |
| Bon Voyage       | - Lançamento: 26 de fevereiro de 2014 - Gravadora: Rhythm Zone - Formatos: CD, CD/DVD, CD/Live DVD, CD/Blu-ray, download digital | 1                 | 11                | 3                 | - 59,449    |                    |
| Walk of My Life  | - Lançamento: 18 de março de 2015 - Gravadora: Rhythm Zone - Formatos: CD, CD/DVD, CD/Live DVD, CD/Blu-ray, download digital     | 1                 | —                 | —                 | - 50,013    |                    |
| W Face ~inside~  | - Lançamento: 8 de março de 2017 - Gravadora: Rhythm Zone - Formatos: CD, CD/DVD, CD/Blu-ray, download digital                   | 2                 | —                 | —                 | - 28,000    |                    |
| W Face ~outside~ | - Lançamento: 8 de março de 2017 - Gravadora: Rhythm Zone - Formatos: CD, CD/DVD, CD/Blu-ray, download digital                   | 1                 | —                 | —                 | - 28,000    |                    |
| And              | - Lançamento: 28 de fevereiro de 2018 - Gravadora: Rhythm Zone - Formatos: CD, CD/DVD, CD/Blu-ray, download digital              | 6                 | —                 | —                 | - 19,000    |                    |
| DNA              | - Lançamento: 22 de agosto de 2018 - Gravadora: Rhythm Zone - Formatos: CD, CD/DVD, CD/Blu-ray, CD+3DVD                          | 3                 | —                 | —                 | - 20,000    |                    |
| re(CORD)         | - Lançamento: 13 de novembro de 2019 - Gravadora: Rhythm Zone - Formatos: CD, CD/DVD, CD/Blu-ray, CD+3DVD                        | 4                 | —                 | —                 | - 16,000    |                    |
| Heart            | Lançamento: 2 de Março de 2022 Gravadora: Rhythm Zone Formatos: CD, CD/DVD, CD/Blu-ray, CD+3DVD, digital download                | 9                 | —                 | —                 | - 6,000     |                    |
| Unicorn          | Lançamento: 17 de Abril de 2024 Gravadora: Rhythm Zone Formatos: CD, CD/DVD, CD/Blu-ray, digital download                        | 14                | —                 | —                 | - 3,000     |                    |

## Álbuns de compilação
| Information | Vendas segundo a Oricon   | Vendas segundo a Avex     |
| --- | ------------------------- | ------------------------- |
| Best ~First Things~ - Lançado em: 21 de Setembro de 2005 - Oricon Top 200 Weekly Peak: #1 - Semanas nos Charts: 121 semanas (continuam nos charts) - RIAJJ Certification: 2x Million - BEST~first thing~ e seus singles combinam um total de 2,267,325 CDs vendidos          | 1,914,776 Cópias Vendidas | 1,976,000 Cópias Vendidas |
| Best ~second session~ - Lançado em: 8 de Março de 2006 - Oricon Top 200 Weekly Peak: #1 (2 weeks #1) - Semanas nos Charts: 77 semanas (continua no Chart) - RIAJJ Certification: 2x Million - BEST ~Second Session e seus singles acumulam em vendas 2,621,461 CDs vendidos. | 1,803,892 Cópias Vendidas | 2,009,000 Cópias Vendidas |
| Best Bounce & Lovers - Lançado em: 14 de Março de 2007 - Edição Limitada à: 400,000 Cópias - Billboard Japan Top Albums Peak: #3 - Oricon Top 200 Weekly Peak: #2 - Semanas nos Charts: 24 semanas (continuam nos charts) - RIAJJ Certification:Platinum                     | 295,624 Cópias Vendidas   | -                         |
| Out Works & Collaboration Best - Lançado em: 25 de Março de 2009 - Billboard Japan Top Albums Peak: #5 - Oricon Top 200 Weekly Peak: #7 - Semanas nos Charts: 8 semanas | 48,715 Cópias Vendidas    | -                         |
| Best ~third universe~ - Lançado em: 3 de fevereiro de 2010 - Billboard Japan Top Albums Peak: - - Oricon Top 200 Weekly Peak: #1 - Semanas nos Charts: - | -                         | -                         |

### Álbuns de remixes
| Information | Vendas segundo a Oricon | Vendas segundo a Avex |
| --- | ----------------------- | --------------------- |
| Koda Kumi Remix - Lançado em: - - Oricon Top 200 Weekly Peak: - - Semanas nos Charts: - - RIAJJ Certification: - - Disponível apenas para download para quem comprasse a edição limitada da compilação Best ~second session~ | -                       | -                     |
| Koda Kumi Driving Hit's - Lançado em: 25 de Março de 2009 - Oricon Top 200 Weekly Peak: #6 - Semanas nos Charts: 18 - RIAJJ Certification: -                                                                                 | 64,670 Cópias Vendidas  | -                     |
| Koda Kumi Driving Hit's 2 - Lançado em: 31 de Março de 2010 - Billboard Japan Top Albums Peak: - - Oricon Top 200 Weekly Peak: #5 - Semanas nos Charts: 13                                                                   | 43,032 Cópias Vendidas  | -                     |

## Singles

### Como artista principal
| ""Take Back"                                                                        | 2000 | — | 59 | —  |                 | Affection             |
| "Trust Your Love"                                                                   | 2001 | — | 18 | —  |                 | Affection             |
| "Color of Soul"                                                                     | 2001 | — | 29 | —  |                 | Affection             |
| "So into You"                                                                       | 2002 | — | 50 | —  |                 | Affection             |
| "love across the ocean"                                                             | 2002 | — | 19 | —  |                 | Grow Into One         |
| "Maze"                                                                              | 2002 | — | 25 | —  |                 | Grow Into One         |
| "real Emotion/1000 no Kotoba"                                                       | 2003 | — | 3  | —  | - RIAJ: Platina | Grow Into One         |
| "Come with Me"                                                                      | 2003 | — | 14 | —  |                 | Feel My Mind          |
| "Gentle Words"                                                                      | 2003 | — | 15 | —  |                 | Feel My Mind          |
| "Crazy 4 U"                                                                         | 2004 | — | 12 | —  |                 | Feel My Mind          |
| "Love & Honey"                                                                      | 2004 | — | 4  | —  |                 | Secret                |
| "Chase"                                                                             | 2004 | — | 18 | —  |                 | Secret                |
| "Kiseki" (奇跡)                                                                     | 2004 | — | 7  | —  |                 | Secret                |
| "Hands"                                                                             | 2005 | — | 7  | —  |                 | Secret                |
| "Hot Stuff" (part. KM-Markit)                                                       | 2005 | — | 10 | —  |                 | Secret                |
| "Butterfly"                                                                         | 2005 | — | 2  | —  | - RIAJ: Ouro    | Best ~first things~   |
| "Flower"                                                                            | 2005 | — | 4  | —  | - RIAJ: Ouro    | Best ~first things~   |
| "Promise/Star"                                                                      | 2005 | — | 4  | —  | - RIAJ: Ouro    | Best ~first things~   |
| "You"                                                                               | 2005 | 1 | 1  | 7  | - RIAJ: Ouro    | Best ~second session~ |
| "Birthday Eve"                                                                      | 2005 | 2 | 6  | —  |                 | Best ~second session~ |
| "D.D.D." (part. Soulhead)                                                           | 2005 | 2 | 5  | —  |                 | Best ~second session~ |
| "Shake It Up"                                                                       | 2005 | 1 | 6  | —  |                 | Best ~second session~ |
| "Lies"                                                                              | 2006 | 2 | 7  | —  |                 | Best ~second session~ |
| "Feel"                                                                              | 2006 | 1 | 1  | —  |                 | Best ~second session~ |
| "Candy" (part. Mr Blistah)                                                          | 2006 | — | 3  | —  |                 | Best ~second session~ |
| "No Regret"                                                                         | 2006 | 4 | 4  | —  | - RIAJ: Ouro    | Best ~second session~ |
| "Imasugu Hoshii" (今すぐ欲しい)                                                     | 2006 | — | 5  | —  |                 | Best ~second session~ |
| "Kamen" (part. Tatsuya Ishii)                                                       | 2006 | — | 3  | —  |                 | Best ~second session~ |
| "Wind"                                                                              | 2006 | — | 3  | —  |                 | Best ~second session~ |
| "Someday/Boys & Girls"                                                              | 2006 | 2 | 3  | —  | - RIAJ: Ouro    | Best ~second session~ |
| "Koi no Tsubomi" (恋のつぼみ)                                                       | 2006 | 2 | 2  | —  | - RIAJ: Platina | Black Cherry          |
| "4 Hot Wave"                                                                        | 2006 | 1 | 2  | —  |                 | Black Cherry          |
| "Yume no Uta / Futari de..." (夢のうた／ふたりで…)                                  | 2006 | 1 | 1  | —  | - RIAJ: Platina | Black Cherry          |
| "Cherry Girl / Unmei" (Cherry Girl／運命)                                           | 2006 | 2 | 3  | —  | - RIAJ: Ouro    | Black Cherry          |
| "But / Aishō" (BUT／愛証)                                                           | 2007 | 1 | 2  | —  | - RIAJ: Ouro    | Kingdom               |
| "Freaky"                                                                            | 2007 | 1 | 1  | —  |                 | Kingdom               |
| "Ai no Uta"                                                                         | 2007 | 2 | 2  | —  | - RIAJ: Ouro    | Kingdom               |
| "Last Angel" (part. Tohoshinki)                                                     | 2007 | 3 | 3  | 9  | - RIAJ: Ouro    | Kingdom               |
| "Anytime"                                                                           | 2008 | 2 | 4  | —  |                 | Kingdom               |
| "Moon"                                                                              | 2008 | 1 | 2  | —  |                 | TRICK                 |
| "Taboo"                                                                             | 2008 | 1 | 1  | —  | - RIAJ: Ouro    | TRICK                 |
| "Stay with Me"                                                                      | 2008 | 1 | 1  | —  | - RIAJ: Ouro    | TRICK                 |
| "It's All Love!" (Koda Kumi x Misono)                                               | 2009 | 1 | 1  | 3  | - RIAJ: Ouro    | UNIVERSE              |
| "3 Splash"                                                                          | 2009 | 1 | 2  | 7  | - RIAJ: Ouro    | UNIVERSE              |
| "Alive / Physical Thing"                                                            | 2009 | 1 | 1  | 11 |                 | UNIVERSE              |
| "Can We Go Back"                                                                    | 2010 | 2 | 2  | —  |                 | UNIVERSE              |
| "Gossip Candy"                                                                      | 2010 | 3 | 4  | 8  |                 | Dejavu                |
| "Suki de, Suki de, Suki de./Anata Dake ga" (好きで、好きで、好きで。／あなただけが) | 2010 | 1 | 2  | 7  | - RIAJ: Ouro    | Dejavu                |
| "Pop Diva"                                                                          | 2011 | 4 | 11 | —  |                 | Dejavu                |
| "4 Times"                                                                           | 2011 | 6 | —  | 11 |                 | Japonesque            |
| "Ai o Tomenaide"                                                                    | 2011 | 6 | 7  | 6  |                 | Japonesque            |
| "Love Me Back"                                                                      | 2011 | 6 | 9  | 15 |                 | Japonesque            |
| "Go to the Top"                                                                     | 2012 | 1 | 10 | —  | - RIAJ: Ouro    | Bon Voyage            |
| "Koishikute"                                                                        | 2012 | 7 | 8  | —  |                 | Bon Voyage            |
| "Summer Trip"                                                                       | 2013 | 6 | 45 | 9  |                 | Bon Voyage            |
| "Dreaming Now!"                                                                     | 2013 | 9 | 33 | —  |                 | Bon Voyage            |
| "Hotel"                                                                             | 2014 | 7 | 23 | 10 |                 | Walk of My Life       |
| "Dance in the Rain"                                                                 | 2014 | — | —  | —  |                 | Walk of My Life       |
| "Shhh!"                                                                             | 2016 | — | —  | —  |                 | W Face ~outside~      |
| "Lit"                                                                               | 2017 | — | —  | —  |                 | And                   |
| "Hush"                                                                              | 2017 | — | —  | —  |                 | DNA                   |
| "Never Enough"                                                                      | 2017 | — | —  | —  |                 | And                   |
| "Eh Yo"                                                                             | 2019 | — | —  | —  |                 | re(CORD)              |
| "Summer Time"                                                                       | 2019 | — | —  | —  |                 | re(CORD)              |
| "Do Me"                                                                             | 2019 | — | —  | —  |                 | re(CORD)              |
| "Goldfinger 2019"                                                                   | 2019 | — | —  | —  |                 | re(CORD)              |
| "Put Your Hands Up!!!                                                               | 2019 | — | —  | —  |                 | re(CORD)              |
| "OMG"                                                                               | 2019 | — | —  | —  |                 | re(CORD)              |
| "Strip"                                                                             | 2019 | — | —  | —  |                 | re(CORD)              |
| "Get Naked"                                                                         | 2019 | — | —  | —  |                 | re(CORD)              |
| "Again"                                                                             | 2019 | — | —  | —  |                 | re(CORD)              |
| "Puff"                                                                              | 2020 | — | —  | —  |                 | Não anunciado         |
| "Lucky Star"                                                                        | 2020 | — | —  | —  |                 | Não anunciado         |
| "XXKK"                                                                              | 2020 | — | —  | —  |                 | Não anunciado         |
| "—" denota títulos que não entraram nas paradas ou não foram lançados no país.      | 2020 |   |    |    |                 | Não anunciado         |